# Marzano Appio
Marzano Appio ist eine italienische Gemeinde (comune) mit 1975 Einwohnern (Stand 31. Dezember 2024) in der Provinz Caserta in Kampanien. Die Gemeinde liegt etwa 36,5 Kilometer nordwestlich von Caserta zum Teil im Parco naturale di Roccamonfina-Foce Garigliano. Der Verwaltungssitz befindet sich im Ortsteil Grottola.

## Verkehr
Durch die Gemeinde führen die Autostrada A1 von Mailand nach Süditalien und die Strada Statale 6 Via Casilina von Rom nach Pastorano.

## Geschichte
Eine der vielen Baronalfamilien von Marzano waren die Laudati, denen 1635 König Philipp IV. von Spanien den Herzogs-Titel verlieh.